# Colchicum doerfleri
Colchicum doerfleri är en tidlöseväxtart som beskrevs av Eugen von Halácsy. Colchicum doerfleri ingår i släktet tidlösor, och familjen tidlöseväxter. Inga underarter finns listade i Catalogue of Life.
Colchicum doerfleri växer vilt på centrala Balkanhalvön.

## Bilder

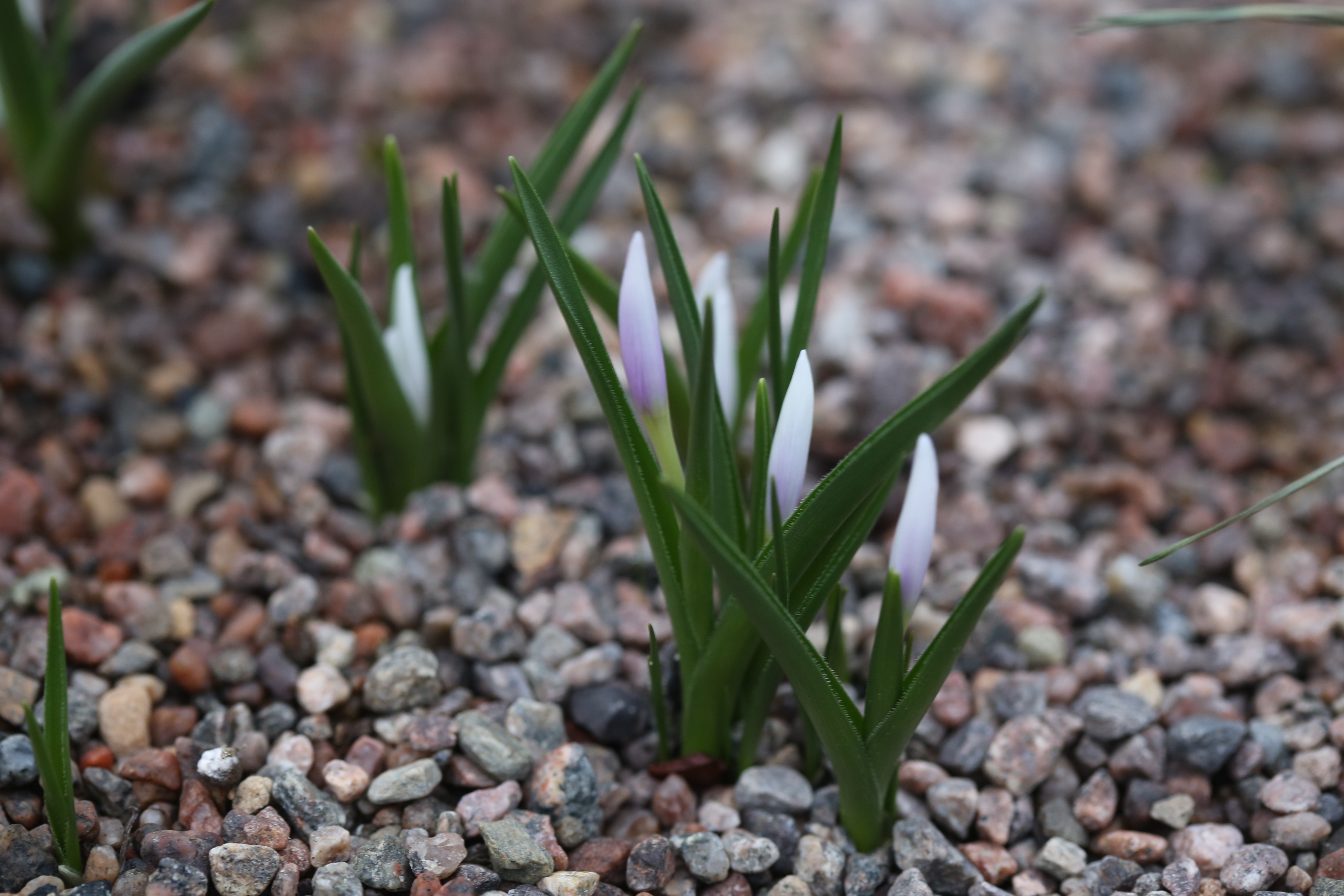